# 耶萊娜·揚科維奇
耶莱娜·揚科维奇（1985年2月28日—），塞爾維亞前職業網球運動員。
扬科维奇是一名防御型底线球员，长于将对手的各种大角度进攻球回到对方场地内。其反手技术强于正手，尤其是反手直线球经常出现致胜分，而其正手则多以相持球为主，进攻力较差。

## 家庭和個人生活
揚科維奇的父母都是經濟學家，上有兩個哥哥，她在九歲半因為哥哥和教練而開始接觸網球。揚科維奇曾在大學修讀經濟學，但她花更大了心力在網球事業上。揚科維奇曾贏得2001年澳洲網球公開賽青少女組冠軍，並登上青少女組世界排名第一位；隨後她就轉職業開始打WTA賽事，她的第一場WTA職業賽事便是印第安泉大師賽，當時她進入第二輪後就被淘汰。
2008年紀錄片《耶萊娜的世界》（Jelenin svet）是以揚科維奇為拍攝主角。

## 網球生涯

### 2008年：登上球后寶座與第一個大滿貫決賽
年初的澳洲網球公開賽，揚科維奇擊敗包括衛冕冠軍小威廉絲在內的選手進入四強，但最後以直落二盤輸給了最終冠軍瑪麗亞·莎拉波娃；三月印第安泉公開賽，同樣在四強敗給最終冠軍安娜·伊凡諾維琪；隨後在邁阿密大師賽闖入了揚科維奇該年第一場決賽，激戰三盤後輸給了小威廉絲。
揚科維奇隨後在家庭圈盃和德國公開賽都在八強出局，之後便以衛冕冠軍身分參加羅馬大師賽，先在八強拼鬥三盤擊敗大威廉絲，四強則因為瑪麗亞·莎拉波娃受傷退賽而直接進入決賽，最後擊敗法國年輕小將阿麗澤·科奈成功衛冕，這也是她該年第一座WTA單打冠軍。以第三種子身分參加法國網球公開賽的揚科維奇則在四強遭遇同胞選手安娜·伊凡諾維琪，若她獲勝進入決賽則可登上世界排名第一的寶座，最後她先贏一盤但激戰三盤遭到逆轉淘汰，伊凡諾維琪後來也成為法網冠軍，但揚科維奇也成為整個法網賽事唯一一位在伊凡諾維琪手中拿下一盤的選手，揚科維奇世界排名上升至生涯新高的第二名。
溫布頓網球公開賽則名列第二種子，在第三輪遭遇卡洛琳·瓦芝妮雅琪時膝蓋受傷，雖然最後仍然獲勝，但下一場比賽便輸給泰國選手撻瑪茵·塔娜蘇甘而淘汰。
揚科維奇隨後又有兩次只要在該場比賽獲勝就能夠登上世界排名第一位的機會，但她都錯過，分別是洛杉磯四強輸給迪娜拉·沙芬娜以及羅傑斯盃八強輸給多米尼卡·齊布爾科娃。但在次週(8月11日)，揚科維奇在積分上反而以3,620分領先安娜·伊凡諾維琪3,612分，這也表示揚科維奇取代了同胞伊凡諾維琪成為世界排名第一位，成為第十八位登上此位的選手，同時也是第一位尚未闖進過大滿貫決賽就榮登此位的球后。
不過揚科維奇的球后寶座只維持一週，因為在北京奧運的八強賽就輸給了最終的銀牌得主迪娜拉·沙芬娜，伊凡諾維琪世界排名重回第一位，揚科維奇下降至第二位。隨後的美國網球公開賽則名列第二種子，揚科維奇在四強擊敗奧運金牌得主耶蓮娜·德門提耶娃闖進生涯第一個大滿貫決賽，若成功奪冠則可重回世界第一寶座，但她最後以直落二不敵小威廉絲。
接下來的三場賽事中，揚科維奇闖進中國公開賽決賽，並以直落二擊敗斯維特拉娜·庫茲涅佐娃贏得該年第二座WTA單打冠軍；斯圖加特則在四強擊敗大威廉絲，決賽擊敗娜佳·彼得罗娃贏得第三座WTA單打冠軍，這也使揚科維奇取代小威廉絲重回世界排名第一位；克里姆林杯則在四強擊敗衛冕冠軍耶蓮娜·德門提耶娃，決賽擊敗薇拉·兹沃纳列娃贏得該年度第四座WTA單打冠軍；這是2005年來首度有選手連續三週拿下三座WTA單打冠軍。
在卡達舉辦的年終賽，名列第一種子的揚科維奇贏得三場比賽中的兩場，順利晉級四強，其中還包括擊敗安娜·伊凡諾維琪，這是兩人生涯對戰以來揚科維奇唯一獲勝的兩場比賽中的其中一場；在四強則不敵最終冠軍大威廉絲遭到淘汰。揚科維奇最終確保年終排名第一的寶座，該年賽事中她有六次輸給了該比賽的最終冠軍，其中還包括了三場大滿貫賽事。

### 2009年
名列第一種子的揚科維奇在澳洲網球公開賽第四輪就輸給了瑪麗昂·巴托莉，對方擊出34個致勝球，反觀揚科維奇只有17個；這也使小威廉絲取代揚科維奇重回世界排名第一位。在巴黎舉辦的蘇伊士環能集團網球公開賽則擊敗弗蘭切斯卡·斯基亞沃內、李娜和阿麗澤·科奈進入四強，不過最終輸給了阿梅莉·莫瑞絲摩。
接下來在杜哈名列第三種子，但在第三輪便以直落二輸給了卡婭·卡內皮，賽後揚科維奇表示這是「職業生涯中最糟糕的一場比賽，真是可怕的一天，我為我的表現感到羞恥。」

### 2017年
揚科維奇參加WTA台灣公開賽，1月31日第一輪因背傷不敵世界排名第77的日本好手Nara，輸球當日隨即搭機返國。

## 大满贯

#### 女單亞軍（1）
| 年份 | 比賽 | 場地 | 決賽對手 | 對手國籍 | 勝方比分 |
| ---- | ---- | ---- | -------- | -------- | -------- |
| 2008 | 美网 | 硬地 |          | 美國     | 6–4、7–5 |

#### 混雙冠軍（1）
| 年份 | 比賽   | 場地 | 搭檔                | 決賽對手                  | 勝方比分      |
| ---- | ------ | ---- | ------------------- | ------------------------- | ------------- |
| 2007 | 溫布頓 | 草地 | 傑米·穆雷 （ 英國） | （ 瑞典） 莫里克（ 澳洲） | 6–4、3–6、6–1 |

## WTA巡迴賽

### 單打

#### 冠軍（14）
- 2004年 (1) - ITF／杜拜、布達佩斯（紅土泥地）
- 2007年 (4) - 奧克蘭、查爾斯頓一級賽(家庭生活圈盃)（綠土泥地）、羅馬一級賽（紅土泥地）、伯明翰（草地）
- 2008年 (4) - 羅馬一級賽（紅土泥地）、北京(中國公開賽)、史特加（室內硬地）、莫斯科一級賽(克里姆林盃)（室內地毯）
- 2009年 (2) - 西班牙Marbella（安达卢西亚红土网球体验赛）、 辛辛那提
- 2010年（1） - 巴黎银行公开赛（室外硬地）
- 2013年 (1) - 波哥大

#### 亞軍（15）
- 2002年 (0) - ITF／夏律第鎮（綠土泥地）
- 2005年 (3) - 杜拜錦標賽、伯明翰（草地）、首爾
- 2006年 (1) - 洛杉磯
- 2007年 (4) - 悉尼、斯海托亨博斯(奧迪納公開賽)（草地）、多倫多一級賽、北京(中國公開賽)
- 2008年 (2) - 邁阿密一級賽、美網
- 2009年 (1) - 泛太平洋
- 2011年 (2) - 蒙特雷、辛辛那提
- 2013年 (1) - 北京
- 2015年 (1) - 印第安維爾斯

### 雙打冠軍（1）
- 2006年 (1) - 伯明翰（草地）（搭檔：李娜）

## 外部連結
- 官方网站（塞爾維亞文）（英文）
- 耶萊娜·揚科維奇的国际女子网球协会官方資料（英文）
- 耶萊娜·揚科維奇的國際網球總會 職業／青少年 官方資料（英文）
- 耶萊娜·揚科維奇的Facebook專頁